# Miconia nitidissima
Miconia nitidissima är en tvåhjärtbladig växtart som beskrevs av Célestin Alfred Cogniaux. Miconia nitidissima ingår i släktet Miconia och familjen Melastomataceae. Inga underarter finns listade i Catalogue of Life.